# ایزبیتسکو
ایزبیتسکو (به لهستانی:  Izbicko) یک روستا در لهستان است که در گمینا ایزبیتسکو واقع شده‌است. ایزبیتسکو ۱٬۱۰۰ نفر جمعیت دارد.